# Stora Fågeltjärnen
Stora Fågeltjärnen är en sjö i Ludvika kommun i Dalarna och ingår i Norrströms huvudavrinningsområde.